# San Isidro (Cabañas)
Pour les articles homonymes, voir San Isidro.
San Isidro est une municipalité du département de Cabañas au Salvador.